# Design Structure Matrix
Die Design Structure Matrix (DSM) ist eine Methode zur Erfassung, Modellierung, Analyse und Synthese (in gewissen Grenzen) der Vernetzung von Elementen in hochvernetzten Systemen. Typische Beispiele für solche Systeme sind komplexe hochintegrierte Produktarchitekturen, Aufbauorganisationen oder Prozesse. Die Design Structure Matrix erlaubt es, bei solchen Systemen Elemente einer Art in Bezug zu setzen, wenn sie über eine vergleichbare Beziehungsart untereinander verbunden sind.
Als Modellierungsgrundlage wird eine quadratische Matrix verwendet, die auf der Hoch- und Querachse die einzelnen Elemente des Systems abbildet, und von der jede einzelne Zelle dazu genutzt werden kann, die Beziehung zwischen jeweils zwei Elementen abzubilden. Dabei kann eine solche DSM als „Zeile hat Einfluss auf Spalte“ modelliert werden oder als „Spalte beeinflusst Zeile“; während sich erste Modellierungsart eher im europäischen Sprachraum etabliert hat, findet letztere besonders in Nordamerika und Asien Anwendung. Auf der folgenden Abbildung ist die europäische Leserichtung verwendet.

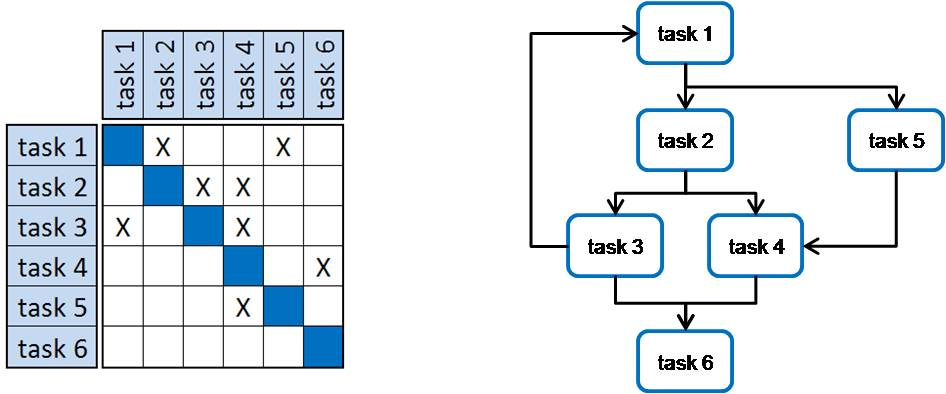
Design Structure Matrix eines Prozesses, der rechts im Bild als Graph dargestellt ist; die DSM wird als „Prozessschritt in Zeile startet Prozessschritt in Spalte“ gelesen

Eine Design Structure Matrix kann folgende Arten von Beziehungen abbilden:
- Binäre DSM: Nur die Existenz einer Beziehung wird abgebildet, typischerweise durch eine 1 oder ein X in einer Zelle der Matrix.
- Numerische DSM: Eine Gewichtung der Beziehung ist möglich; meist werden Werte zwischen 0 und 100 % verwendet, aber auch andere Gewichtungen sind denkbar.

Dabei werden keine reflexiven Beziehungen abgebildet, d. h. ein Element kann sich nicht auf sich selbst beziehen; die Diagonale der Matrix ist daher immer leer.
Binäre DSM
Numerische DSM

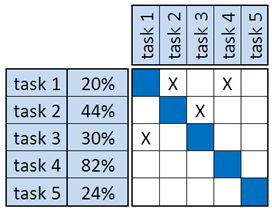
Binäre Design Structure Matrix eines Prozesses, bei der die Gewichtung der einzelnen Elemente in Prozent angegeben ist (z. B. als Attribut der Dauer eines Prozessschrittes oder dessen Schwierigkeit der Ausführung)

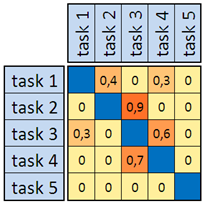
Numerische Design Structure Matrix eines Prozesses; die unterschiedlich starke Abhängigkeit eines Prozessschrittes vom nächsten ist als Wert zwischen 0 und 1 angegeben

Klassischerweise wird die DSM genutzt, um Prozesse stringent aufzusetzen. Dazu haben sich vor allem die Methoden des Partitioning, Banding, und der Triangularisierung etabliert. Das Ziel ist dabei, unabhängig ausführbare Teile des Prozesses (sog. „Bands“) zu identifizieren und das Modell in eine sog. obere Dreiecksmatrix zu überführen, die einer idealen Sequenz mit möglichst wenig Rücksprüngen im Prozess gleichzusetzen ist. Zudem wird die Methode des Clustering verwendet, um eng vernetzte Gruppen von Prozessschritten als Cluster zu gruppieren und so eine zügige Abarbeitung sicherzustellen und adäquate Teams zuzuweisen.
DSM wird in ähnlicher Art für Produktarchitekturen genutzt. Das Clustering kann in solchen Fällen genutzt werden, um modulare Architekturen (Stichwort Plattform oder Baukasten) zu identifizieren. Auch ist es möglich, die Effekte von Änderungen eines Bauteils zu identifizieren, indem alle ausgehenden Pfade der Abhängigkeiten in der Produktarchitektur verfolgt werden und so weitreichende Auswirkungen frühzeitig identifiziert werden können.
In ähnlicher Art können auch Aufbauorganisationen und Teamstrukturen modellhaft erfasst werden. Dabei bietet die DSM die Möglichkeit, auch nicht-hierarchische Strukturen, die in sich „kreuz und quer“ vernetzt sind, zu handhaben.

## Weitere Modellierungen
Die Beschränkung, dass eine DSM nur eine Art von Elementen, z. B. nur Bauelemente eines Produktes, abbilden kann, kann mit der Domain Mapping Matrix (DMM) umgangen werden; diese setzt zwei so-genannte Domänen in Bezug zueinander. Auch für solche Matrizen ist es möglich, Analysen wie etwa das Clustering durchzuführen.
Beispiel für eine Domain Mapping Matrix:

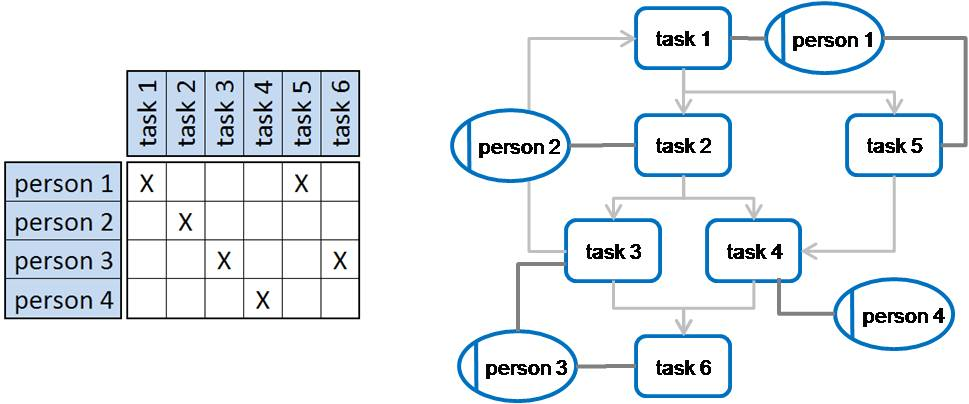
Binäre Domain Mapping Matrix

Ein gesamthaftes Modellierungssystem, das beliebige Systeme in ihrer Komplexität erfassen kann, ist die Multiple-Domain Matrix. Diese fasst unterschiedliche DSMs und DMMs zu einem umfassenden Modell zusammen, das auch Analysen über mehrere Domänen und unterschiedliche Relationsarten hinweg erlaubt. Zu diesem Zweck können aggregierte DSMs als spezifische Sichten auf ein System ermittelt und genutzt werden. Ihre Anwendung auf unterschiedliche Systeme erlaubt dabei einen wesentlich zielgerichteteren Umgang mit komplexen Systemen.
Beispiel für eine Multiple-Domain Matrix:

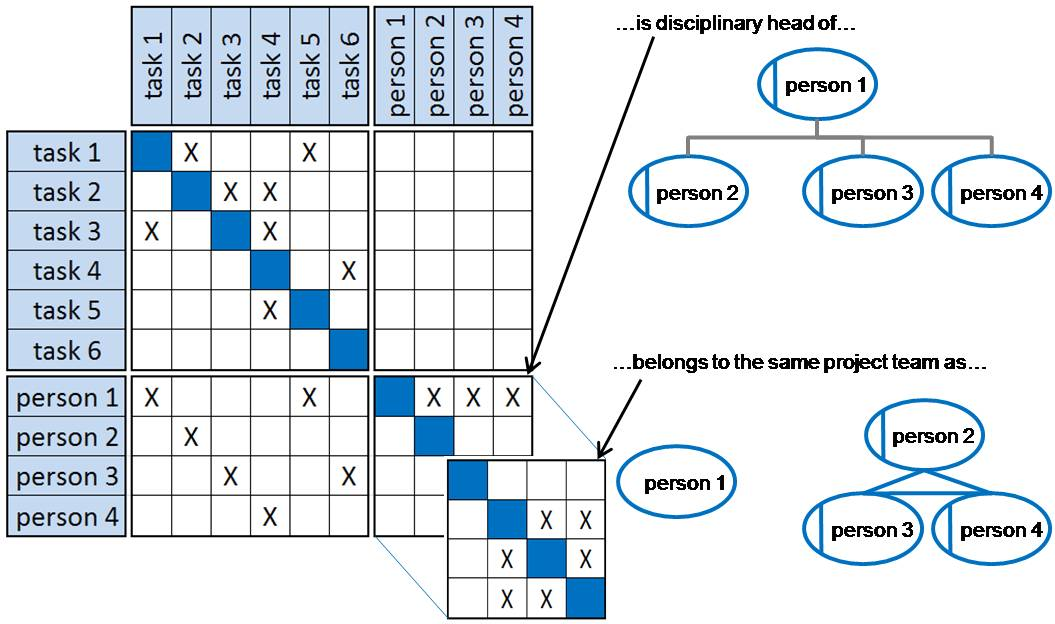
Binäre Multiple-Domain Matrix, die die obigen Beispiele zu einem Gesamtsystem kombiniert